# Tropaeolum tenuirostre
Tropaeolum tenuirostre är en krasseväxtart som beskrevs av Ernst Gottlieb von Steudel. Tropaeolum tenuirostre ingår i släktet krassar, och familjen krasseväxter. Inga underarter finns listade i Catalogue of Life.